# Уолла-Уолла (округ)
Округ Уолла-Уолла (англ. Walla Walla County) — округ штата Вашингтон, США. Население округа на 2000 год составляло 55 180 человек. Административный центр округа — город Уолла-Уолла.

## История
Округ Уолла-Уолла основан в 1854 году.

## География
Округ занимает площадь 3289,3 км2.

## Демография
Согласно переписи населения 2000 года, в округе Уолла-Уолла проживало 55 180 человек (данные Бюро переписи населения США). Плотность населения составляла 16,8 человек на квадратный километр.